# Heinlein István
Heinlein István György Mária (Pozsony, 1874. január 19. – Budapest, 1945. február 23.) ókortörténész, klasszika-filológus, egyetemi tanár, a Magyar Tudományos Akadémia tagja (l: 1927).

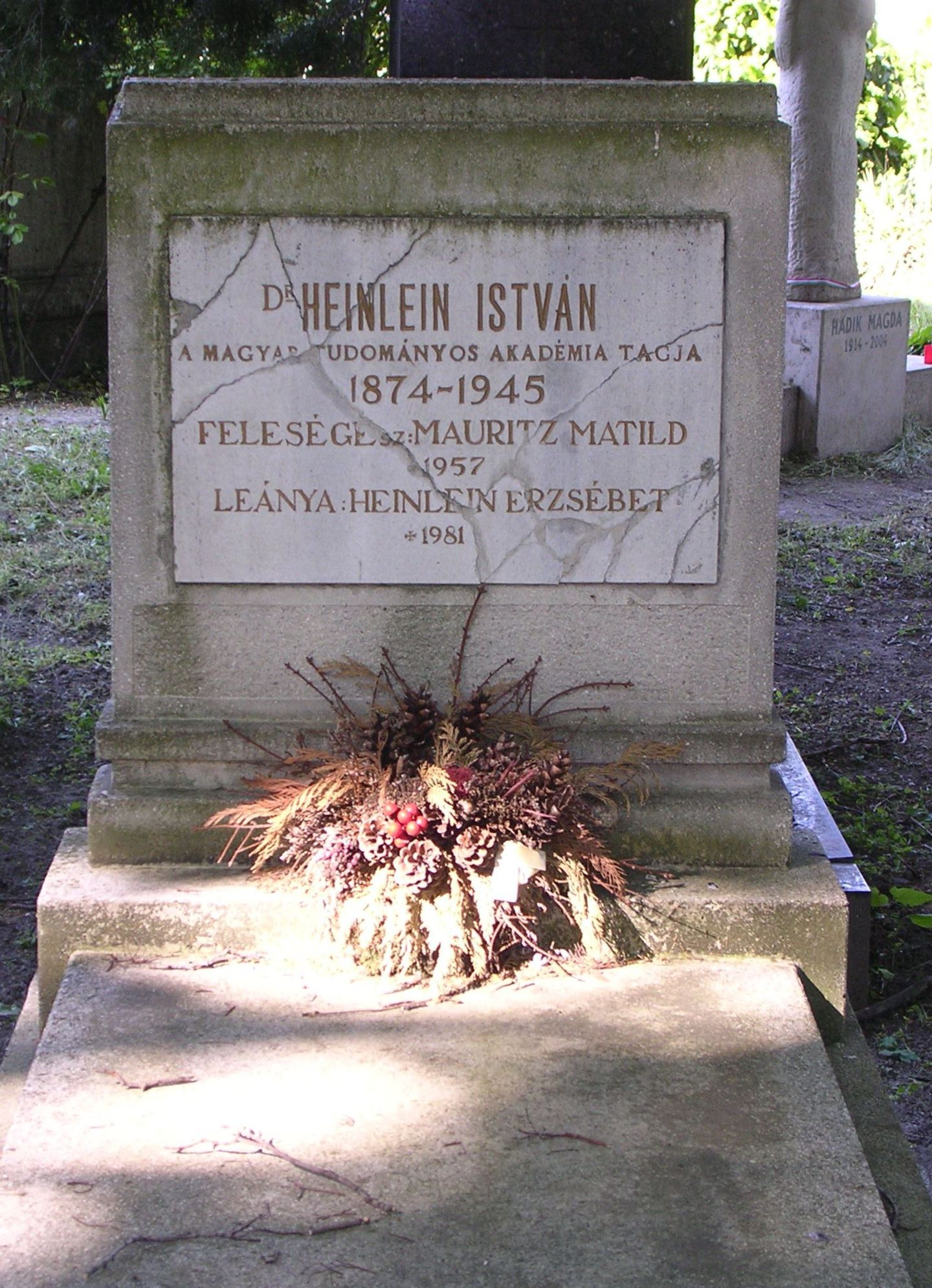
Sírja a Fiumei úti sírkertben (34-1-43)

## Életpályája
Szülei: Heinlein István (1839–1886) és Schiemer Zsuzsanna voltak. Tanulmányait Pozsonyban végezte el. 1897-ben a budapesti tudományegyetemen bölcsészdoktori és történelem–földrajz szakos tanári oklevelet szerzett. 1905–1909 között a Magyar Tudományos Akadémia Könyvtárának segédtisztje, 1909–1918 között könyvtártisztje volt. 1915–1918 között a budapesti tudományegyetemen az ókori egyetemes történelem nyilvános rendkívüli, 1918–1941 között nyilvános rendes tanára volt. 1927-ben a Magyar Tudományos Akadémia levelező tagja lett. 1931–1932 között az ELTE BTK dékánja volt. 1941-ben nyugalomba vonult.
Spárta és Athén történetével foglalkozott a perzsa háborúk korában. Az 1930-as, 1940-es években érdeklődése a római történet felé fordult. Sírja a Fiumei úti sírkertben található (34-1-43).

## Művei
- A Peisistratidák tyrannisa (Egyetemi doktori értekezés, Kecskemét, 1897)
- Vázlatok a Deinomenidák kultur-politikájának történetéhez (Szombathely, 1899)
- Zwei Abhandlungen über die Peisistratiden (Szombathely, 1899)
- Kritikai jegyzetek Herodotos V. könyvéhez (Egyetemes Philologiai Közlöny, 1907)
- A marathoni csatáról (Történelmi Szemle, 1912)
- Görög történeti problémák (Történelmi Szemle, 1913)
- Miltiades pere (Történelmi Szemle, 1915)
- Xerxes hadjáratáról (Történelmi Szemle, 1916)
- Az archoni állások betöltésére vonatkozó törvény (Fejérpataky Emlékkönyv. Budapest, 1917)
- Athén és Spárta a Peisistratidák elűzésétől 462-ig. I–II. kötet (Történelmi Szemle, 1918–1920)
- A néptribunság eredete és betöltése (Klebelsberg Kunó Emlékkönyv. Budapest, 1925)
- Megjegyzések Sulla diktatúrájához a római államrend fejlődése szempontjából (Egyet. Phil. Közlöny, 1939)